# 11e division d'infanterie bavaroise
La 11e division d'infanterie bavaroise est une unité de l'armée bavaroise rattachée à l'armée allemande, créée en 1915, qui combat pendant la Première Guerre mondiale. Elle participe à l'offensive de Gorlice-Tarnów, au siège de Przemyśl, puis à la campagne de Serbie. En 1916, elle prend part à la bataille de Verdun avant d'être transférée sur le front de l'est où elle est engagée face à l'offensive Broussilov puis sur le front roumain.
En 1917, elle est transférée sur le front de l'ouest en Alsace, avant de participer successivement aux batailles du Chemin des Dames puis à Passchendaele. Après une période de repos, elle est engagée dans la bataille de la Lys puis dans la bataille de l'Aisne et du Soissonnais. Elle est ensuite transférée en Belgique où elle combat jusqu'à la signature de l'armistice.

## Première Guerre mondiale

### Composition

#### 1915
- 21e brigade d'infanterie bavaroise

3e régiment d'infanterie royal bavarois (de)
22e régiment d'infanterie royal bavarois (de)
13e régiment d'infanterie de réserve bavarois
- 21e régiment d'artillerie de campagne bavarois
- 19e et 21e compagnies de pionniers bavaroises

#### 1916
- 21e brigade d'infanterie bavaroise

3e régiment d'infanterie bavarois
22e régiment d'infanterie bavarois
13e régiment d'infanterie de réserve bavarois
- cavalerie :

4e escadron du 7e régiment de chevau-légers bavarois
- 21e régiment d'infanterie de campagne bavarois
- 11e bataillon de pionniers bavarois

#### 1917
- 21e brigade d'infanterie bavaroise

3e régiment d'infanterie bavarois
22e régiment d'infanterie bavarois
13e régiment d'infanterie de réserve bavarois
- cavalerie :

1er et 2e escadrons du 7e régiment de chevau-légers bavarois
- 11e commandement divisionnaire d'artillerie

21e régiment d'infanterie de campagne bavarois
- 11e bataillon de pionniers bavarois

#### 1918
- 21e brigade d'infanterie bavaroise

3e régiment d'infanterie bavarois
16e régiment d'infanterie bavarois
22e régiment d'infanterie bavarois
- cavalerie :

2e escadron du 7e régiment de chevau-légers bavarois
- 11e commandement divisionnaire d'artillerie

21e régiment d'infanterie de campagne bavarois
11e bataillon d'artillerie à pied
- 11e bataillon de pionniers bavarois

### Historique

#### 1915

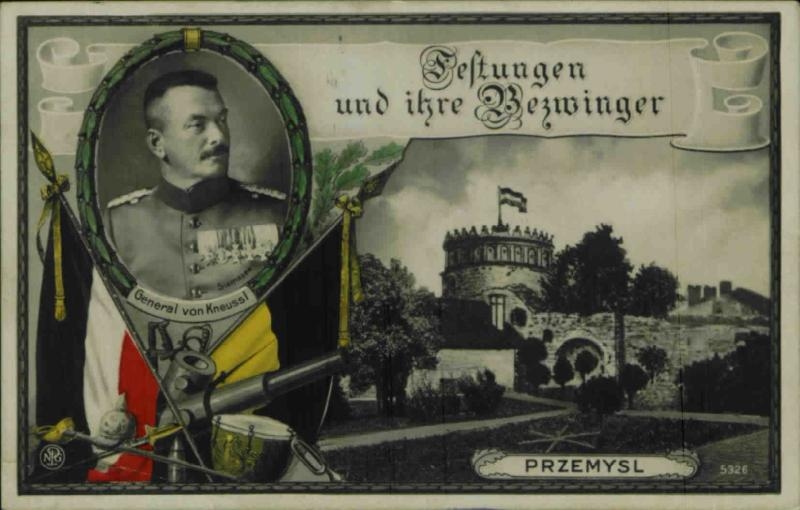
« Les forteresses et leurs vainqueurs - Przemysl - Général von Kneussel », image de propagande allemande, 1915

- La division est formée dans les Carpates en Galicie en avril, elle est intégrée à l'armée de Mackensen et placée en réserve de l'OHL.
- 1er - 27 mai : engagée dans l'offensive de Gorlice-Tarnów. Puis à partir du 4 mai, elle participe à la poursuite des troupes russes.

9 - 10 mai : franchissement du Wisłok vers Zarszyn et Odrzechowa.
16 - 23 mai : franchissement du San vers Sanok.
- 27 mai - 7 juin : engagée dans la prise de Przemyśl.
- 7 - 22 juin : engagée à partir du 17 juin dans des combats autour de Lemberg.
- juillet - 10 septembre : transfert au nord du front dans la région du Boug.

15 - 18 juillet : combats autour de Maslomencze.
19 - 30 juillet : engagée dans des combats autour de Hrubieszów.
1er - 3 août : combats dans la région de Chełm.
7 - 12 août : combats le long de la rivière Uherka.
13 - 17 août : bataille pour la prise de Włodawa.
19 août - 5 septembre : progression jusqu'aux rives des rivières Iasselda et Boug.
- 10 septembre - 5 octobre : retrait du front, transport par V.F. en Hongrie pour faire face à la Serbie.
- 6 octobre 1915 - 6 février 1916 : engagée dans la campagne de Serbie. la division franchit le Danube entre le 8 et le 11 octobre, puis progresse dans la vallée de la Morava pour atteindre Monastir. À partir du 23 novembre, elle est mise en réserve au sein du groupe d'armées von Mackensen dans la région de Syrmie.

#### 1916
- 9 - 15 février : retrait du front, transport par V.F. sur le front de l'ouest par Temesvar, Baja, Maribor, Graz, Salzbourg, Munich, Ingolstadt, Wurtzbourg, Francfort-sur-le-Main, Coblence, Cologne, Liège, Malines pour atteindre Anvers.
- 15 février - 1er mars : repos dans la région d'Anvers.
- 2 - 8 mars : transport par V.F. dans la région de Vouziers.
- 9 mars - 19 mai : mouvement vers le front, engagée dans la bataille de Verdun occupation d'un secteur vers le bois d'Avocourt.

20 et 22 mars, 11 avril : attaques allemandes.
- 19 mai - 14 juin : retrait du front, repos dans la région de Thionville, puis de Cambrai.
- 15 juin - 10 octobre : transport par V.F. vers le front de l'est par Solesmes, Busigny, Maubeuge, Liège, Aix-la-Chapelle, Hanovre, Brest-Litovsk pour atteindre Kovel. Entre rapidement en ligne dans des contre-attaques le long de la voie de chemin de fer reliant Kovel à Rivne avec de lourdes pertes.
- 10 octobre 1916 - 6 janvier 1917 : transport par V.F. vers le sud. Engagée dans la campagne contre la Roumanie.

15 octobre - 24 novembre : combats autour du col Turnu Roșu.
16 - 17 novembre : progression vers le sud de la Roumanie, combats autour de Târgu Jiu.
24 - 27 novembre : combats pour le franchissement de l'Olt.
27 - 30 novembre : prise de Pitești.
1er - 6 décembre : engagée dans la bataille de l'Argeș. Le 6 décembre, la division entre dans Bucarest.
9 - 20 décembre : occupation d'un secteur du front vers la Ialomița, la Prahova et Buzău.
21 - 27 décembre : engagée dans des combats autour de Râmnicu Sărat, puis mise au repos.

#### 1917
- 6 - 22 janvier : transport par V.F. sur le front de l'ouest par Bucarest, Budapest, Vienne, Salzbourg, Munich pour atteindre Barr en Alsace.
- 22 janvier - 26 avril : occupation d'un secteur entre Burnhaupt et le canal du Rhône au Rhin.
- 26 avril - 6 juin : retrait du front, transport par V.F. dans la région Marle puis mouvement dans la région de Laon. Engagée dans la bataille du Chemin des Dames dans le secteur de Cernay-lès-Reims, pertes sensibles par feux de l'artillerie.
- 6 juin - 3 août : retrait du front, repos dans la région de Laon.
- 3 août - 15 septembre : mouvement vers le front, occupation d'un secteur dans la région de Coucy-le-Château-Auffrique, pertes sensibles dues à l'artillerie.
- 15 septembre - 15 octobre : retrait du front, repos dans la région de Sedan.
- 15 - 26 octobre : transport par V.F. dans les Flandres à Courtrai. Engagée à partir du 22 octobre dans la bataille de Passchendaele, occupation d'un secteur du front vers le village de Passchendaele. Attaque britannique le 26 octobre, pertes très lourdes. La division est immédiatement relevée.
- 27 octobre - 2 novembre : retrait du front, réorganisation.
- 2 - 10 novembre : mouvement vers le front, occupation d'un secteur du front au sud de Passchendaele.
- 10 novembre 1917 - 12 janvier 1918 : transport par V.F. à partir du 18 novembre, occupation d'un secteur calme vers Chauvoncourt et Seuzey au nord de Saint-Mihiel.

#### 1918
- 12 janvier - 15 février : relevée par la 82e division de réserve, repos et reconstitution.
- 15 février - 27 mars : la division relève la 1re division d'infanterie et occupe un secteur dans la région d'Étain. Relevée le 27 mars par la 10e division de Landwehr (en).
- 27 mars - 13 avril : transport dans la région nord de Verdun, puis transport par V.F. dans les Flandres. Relève de la 214e division d'infanterie dans le secteur de Neuve-Église au nord-ouest d'Armentières.
- 13 - 26 avril : engagée dans bataille de la Lys, violents combats au sud du mont Kemmel.
- 26 avril - 3 juin : retrait du front, repos dans la région de Gand.
- 3 - 21 juin : transport par V.F. dans la région de Soissons. Engagée dans la bataille de l'Aisne et renforce, à partir du 9 juin, le front vers Cœuvres-et-Valsery au sud-ouest de Soissons. Relevée par la 14e division d'infanterie.
- 21 juin - 15 juillet : retrait du front, la division subit durant cette période des bombardements à obus toxiques lui causant des pertes.
- 15 - 22 juillet : mouvement vers le front, occupation d'un secteur vers Cutry. Engagée dans la bataille du Soissonnais, la division est contrainte au retrait vers Courmelles et déplore la perte de 2 400 hommes faits prisonniers.
- 22 juillet - 26 août : retrait du front, reconstitution, chaque régiment perd une compagnie par bataillon.
- 26 août - 2 octobre : transport par V.F. dans les Flandres, la division relève la 49e division de réserve à l'est de Boesinghe, combat lors de la phase de repli de l'armée allemande. La division perd durant cette période 500 hommes faits prisonniers.
- 3 octobre - 11 novembre : la division renforce la ligne de front vers Beveren jusqu'à la signature de l'armistice. Après la signature de l'armistice, la division est rapatriée en Allemagne et dissoute au cours de l'année 1919.

## Chefs de corps
| Grade                        | Nom                  | Date                       |
| ---------------------------- | -------------------- | -------------------------- |
| Generalmajor/Generalleutnant | Paul von Kneußl (de) | 24 mars 1915 - 7 août 1918 |
| Generalleutnant              | August Großmann      | 7 août 1918 - janvier 1919 |